# Mistrzostwa Czech w Lekkoatletyce 2011
42. Mistrzostwa Czech w Lekkoatletyce – zawody lekkoatletyczne, które odbyły się 2 i 3 lipca 2011 w Brnie na stadionie VUT.

## Rezultaty

### Mężczyźni
| Konkurencja:                  | Złoto                                                                 | Wynik    | Srebro                                                              | Wynik    | Brąz                                                               | Wynik    |
| Bieg na 100 m                 | Pavel Maslák                                                          | 10,22 w  | Lukáš Milo                                                          | 10,32 w  | Jan Veleba                                                         | 10,35 w  |
| Bieg na 200 m                 | Vojtěch Šulc                                                          | 21,19    | Lukáš Milo                                                          | 21,30    | Lukáš Šťastný                                                      | 21,41    |
| Bieg na 400 m                 | Theodor Jareš                                                         | 47,38    | Tomáš Bošek                                                         | 47,44    | Pavel Jiráň                                                        | 47,69    |
| Bieg na 800 m                 | Martin Hošek                                                          | 1:51,30  | Jakub Ševčík                                                        | 1:51,56  | Matěj Blahůt                                                       | 1:51,71  |
| Bieg na 1500 m                | Vladimír Bartůněk                                                     | 3:54,12  | Lukáš Kourek                                                        | 3:54,89  | Adam Kouba                                                         | 3:54,97  |
| Bieg na 5000 m                | Milan Kocourek                                                        | 14:06,28 | Jan Kreisinger                                                      | 14:07,28 | Jakub Živec                                                        | 14:32,61 |
| Bieg na 10 000 m              | Milan Kocourek                                                        | 29:31,24 | Jan Kreisinger                                                      | 29:34,89 | Jiří Homoláč                                                       | 30:19,06 |
| Bieg uliczny na 10 km         | Milan Kocourek                                                        | 30:05    | Jan Kreisinger                                                      | 30:33    | Jiří Homoláč                                                       | 30:41    |
| Bieg przełajowy na 5 km       | Lukáš Kourek                                                          | 15,18    | Petr Vitner                                                         | 15:24    | Petr Mikulenka                                                     | 15:30    |
| Bieg przełajowy na 11 km      | Milan Kocourek                                                        | 37,25    | Jakub Bajza                                                         | 39:19    | Tomáš Dlabaja                                                      | 39:35    |
| Bieg górski                   | Vít Pavlišta                                                          | 36,01    | Petr Pechek                                                         | 36:27    | Tomáš Blaha                                                        | 36:44    |
| Półmaraton                    | Jan Kreisinger                                                        | 1:05:27  | Petr Pechek                                                         | 1:06:45  | Vít Pavlišta                                                       | 1:06:53  |
| Maraton                       | Petr Pechek                                                           | 2:18:28  | Robert Krupička                                                     | 2:20:02  | Mulugeta Serbessa                                                  | 2:25:30  |
| Bieg na 110 m przez płotki    | Martin Mazáč                                                          | 13,62 w  | Tomáš Kavka                                                         | 14,22 w  | Petr Peňáz                                                         | 14,29 w  |
| Bieg na 400 m przez płotki    | Josef Prorok                                                          | 51,26    | Jiří Mužík                                                          | 51,71    | Michal Uhlík                                                       | 52,15    |
| Bieg na 3000 m z przeszkodami | Milan Kocourek                                                        | 8:59,99  | Martin Kučera                                                       | 9:07,82  | Ondřej Marek                                                       | 9:08,19  |
| Sztafeta 4 × 100 m            | Dukla Praha Michal Čada Lukáš Šťastný Pavel Maslák Petr Lichý         | 40,80    | Olymp Praha Libor Žilka Jiří Vojtík Pavel Jiráň Martin Mazáč        | 40,82    | Spartak Praha 4 Jan Feher Rostislav Šulc Vojtěch Šulc Ondřej Benda | 40,96    |
| Sztafeta 4 × 400 m            | Slavia Praha Jindřich Šimánek Václav Barák Josef Prorok Theodor Jareš | 3:14,48  | Spartak Praha 4 Vít Rejmon Radek Fischerk Lukáš Fetter Vojtěch Šulc | 3:19,05  | Slavia Praha B Tomáš Pelc Jan Pernica Ondřej Šíp Tomáš Krupka      | 3:20,83  |
| Chód na 20 km                 | Karel Ketner                                                          | 1:30:38  | Roman Říha                                                          | 1:31:37  | Jan Polášek                                                        | 1:32:02  |
| Chód na 50 km                 | Jakub Zajíc                                                           | 4:33:57  | Lukáš Gdula                                                         | 4:37:40  | Jiří Žák                                                           | 4:56:19  |
| Skok wzwyż                    | Jaroslav Bába                                                         | 2,25     | Stanislav Sajdok                                                    | 2,14     | Martin Heindl                                                      | 2,10     |
| Skok o tyczce                 | Jan Kudlička                                                          | 5,40     | Adam Pašiak                                                         | 5,20     | Ondřej Honka                                                       | 4,45     |
| Skok w dal                    | Roman Novotný                                                         | 7,85     | Štěpán Wagner                                                       | 7,79     | Milan Pírek                                                        | 7,60     |
| Trójskok                      | Roman Novotný                                                         | 15,51    | Petr Hnízdil                                                        | 15,36    | Ondřej Hanuš                                                       | 15,16    |
| Pchnięcie kulą                | Jan Marcell                                                           | 19,41    | Antonín Žalský                                                      | 19,30    | Martin Stašek                                                      | 18,05    |
| Rzut dyskiem                  | Jan Marcell                                                           | 65,71    | Libor Malina                                                        | 60,34    | Miroslav Pudivítr                                                  | 60,16    |
| Rzut młotem                   | Pavel Sedláček                                                        | 65,26    | Michal Fiala                                                        | 64,84    | Jan Dvořák                                                         | 60,38    |
| Rzut oszczepem                | Vítězslav Veselý                                                      | 77,22    | Jakub Vadlejch                                                      | 75,22    | Jan Syrovátko                                                      | 68,30    |
| Dziesięciobój                 | Adam Helcelet                                                         | 7969     | David Sazima                                                        | 7493     | František Staněk                                                   | 7410     |

### Kobiety
| Konkurencja:                  | Złoto                                                                         | Wynik    | Srebro                                                                           | Wynik    | Brąz                                                                                 | Wynik    |
| Bieg na 100 m                 | Kateřina Čechová                                                              | 11,35 w  | Iveta Mazáčová                                                                   | 11,47 w  | Denisa Rosolová                                                                      | 11,49 w  |
| Bieg na 200 m                 | Denisa Rosolová                                                               | 23,42    | Kateřina Čechová                                                                 | 23,60    | Zuzana Hejnová                                                                       | 24,11    |
| Bieg na 400 m                 | Jitka Bartoničková                                                            | 54,85    | Veronika Šťastná                                                                 | 56,55    | Pavla Rousková                                                                       | 56,73    |
| Bieg na 800 m                 | Tereza Čapková                                                                | 2:04,53  | Diana Mezuliáníková                                                              | 2:08,97  | Jana Melichová                                                                       | 2:11,26  |
| Bieg na 1500 m                | Marcela Lustigová                                                             | 4:22,24  | Eva Krchová                                                                      | 4:24,40  | Kristiina Mäki                                                                       | 4:28,63  |
| Bieg na 5000 m                | Květoslava Pecková                                                            | 16:41,20 | Martina Bařinová                                                                 | 16:43,30 | Petra Kamínková                                                                      | 17:01,40 |
| Bieg na 10 000 m              | Petra Kamínková                                                               | 35:06,93 | Květoslava Pecková                                                               | 35:25,71 | Ivana Sekyrová                                                                       | 35:54,56 |
| Bieg uliczny na 10 km         | Ivana Sekyrová                                                                | 36:03    | Petra Kamínková                                                                  | 36:14    | Kristiina Mäki                                                                       | 36:42    |
| Bieg przełajowy na 7 km       | Lucie Sekanová                                                                | 25:46    | Ivana Sekyrová                                                                   | 26:11    | Monika Preibischová                                                                  | 26:29    |
| Bieg górski                   | Ivana Sekyrová                                                                | 41:23    | Pavla Schorná                                                                    | 42:00    | Marta Fenclová                                                                       | 42:12    |
| Półmaraton                    | Ivana Sekyrová                                                                | 1:15:24  | Petra Kamínková                                                                  | 1:16:00  | Taťána Metelková                                                                     | 1:19:44  |
| Maraton                       | Radka Churáňová                                                               | 2:53:12  | Lenka Šibravová                                                                  | 2:58:05  | Michaela Dimitriadu                                                                  | 3:04:42  |
| Bieg na 100 m przez płotki    | Lucie Škrobáková                                                              | 13,10 w  | Zuzana Hejnová                                                                   | 13,27 w  | Kateřina Rajmová                                                                     | 13,67 w  |
| Bieg na 400 m przez płotki    | Zuzana Bergrová                                                               | 57,25    | Kristina Volfová                                                                 | 59,13    | Veronika Vojtíková                                                                   | 60,78    |
| Bieg na 3000 m z przeszkodami | Michaela Drábková                                                             | 10:38,45 | Petra Kubešová                                                                   | 10:48,55 | Ivana Sekyrová                                                                       | 10:50,69 |
| Sztafeta 4 × 100 m            | Olymp Praha Iveta Mazáčová Monika Táborská Jana Branišová Kateřina Čechová    | 44,61    | USK Praha Lucie Škrobáková Pavlína Humpolíková Kristina Bažatová Denisa Rosolová | 45,52    | TEPO Kladno Kateřina Líbalová Jana Janoušová Nicola Radostová Kristýna Šrobová       | 48,19    |
| Sztafeta 4 × 400 m            | USK Praha Veronika Mráčková Radka Stružková Tereza Čapková Jitka Bartoničková | 3:50,43  | Slavia Praha Jana Hrudková Nikola Jelenová Kateřina Turková Kristina Volfová     | 3:54,50  | SK Nové Město n/Met Ludmila Vlčková Alena Ulrichová Michaela Drábková Pavla Rousková | 3:57,23  |
| Chód na 20 km                 | Lucie Pelantová                                                               | 1:37:19  | Zuzana Schindlerová                                                              | 1:39:44  | Karolína Škrášková                                                                   | 1:52:40  |
| Skok wzwyż                    | Oldřiška Marešová                                                             | 1,82     | Magdalena Nová                                                                   | 1,79     | Romana Dubnova                                                                       | 1,75     |
| Skok o tyczce                 | Jiřina Ptáčníková                                                             | 4,20     | Aneta Morysková                                                                  | 3,85     | Jana Brožová                                                                         | 3,65     |
| Skok w dal                    | Kateřina Líbalová                                                             | 6,15     | Lucie Kostnerová                                                                 | 5,76     | Michaela Kučerová                                                                    | 5,70     |
| Trójskok                      | Lucie Májková                                                                 | 13,16    | Kateřina Líbalová                                                                | 12,83    | Gabriela Vaculová                                                                    | 12,76    |
| Pchnięcie kulą                | Jana Kárníková                                                                | 15,95    | Markéta Červenková                                                               | 15,04    | Andrea Valešová                                                                      | 13,76    |
| Rzut dyskiem                  | Věra Cechlová                                                                 | 63,40    | Eliška Staňková                                                                  | 57,82    | Jitka Kubelová                                                                       | 47,37    |
| Rzut młotem                   | Kateřina Šafránková                                                           | 66,55    | Tereza Králová                                                                   | 63,35    | Kristýna Kroužková                                                                   | 59,75    |
| Rzut oszczepem                | Barbora Špotáková                                                             | 64,65    | Jarmila Klimešová                                                                | 55,28    | Irena Šedivá                                                                         | 52,85    |
| Siedmiobój                    | Jana Korešová                                                                 | 5663     | Alena Galertová                                                                  | 4900     | Kateřina Vodová                                                                      | 4702     |